# Sous-Parsat
Sous-Parsat ist eine Gemeinde in Frankreich. Sie gehört zur Region Nouvelle-Aquitaine, zum Département Creuse, zum Arrondissement Guéret und zum Kanton Ahun. 

## Geographie
Das Siedlungsgebiet besteht aus dem Dorfkern und den Weilern La Chapelle-Pognat, Le Pont, Le Sec, Les Fayolles, Les Loges, Les Vergnettes und Mareilles. Die angrenzenden Gemeinden sind Saint-Yrieix-les-Bois im Norden, Ahun im Nordosten, Le Donzeil im Südosten und im Süden sowie Lépinas im Westen.

## Bevölkerungsentwicklung
| Jahr      | 1962 | 1968 | 1975 | 1982 | 1990 | 1999 | 2006 | 2016 |
| --------- | ---- | ---- | ---- | ---- | ---- | ---- | ---- | ---- |
| Einwohner | 227  | 203  | 191  | 181  | 155  | 138  | 149  | 114  |

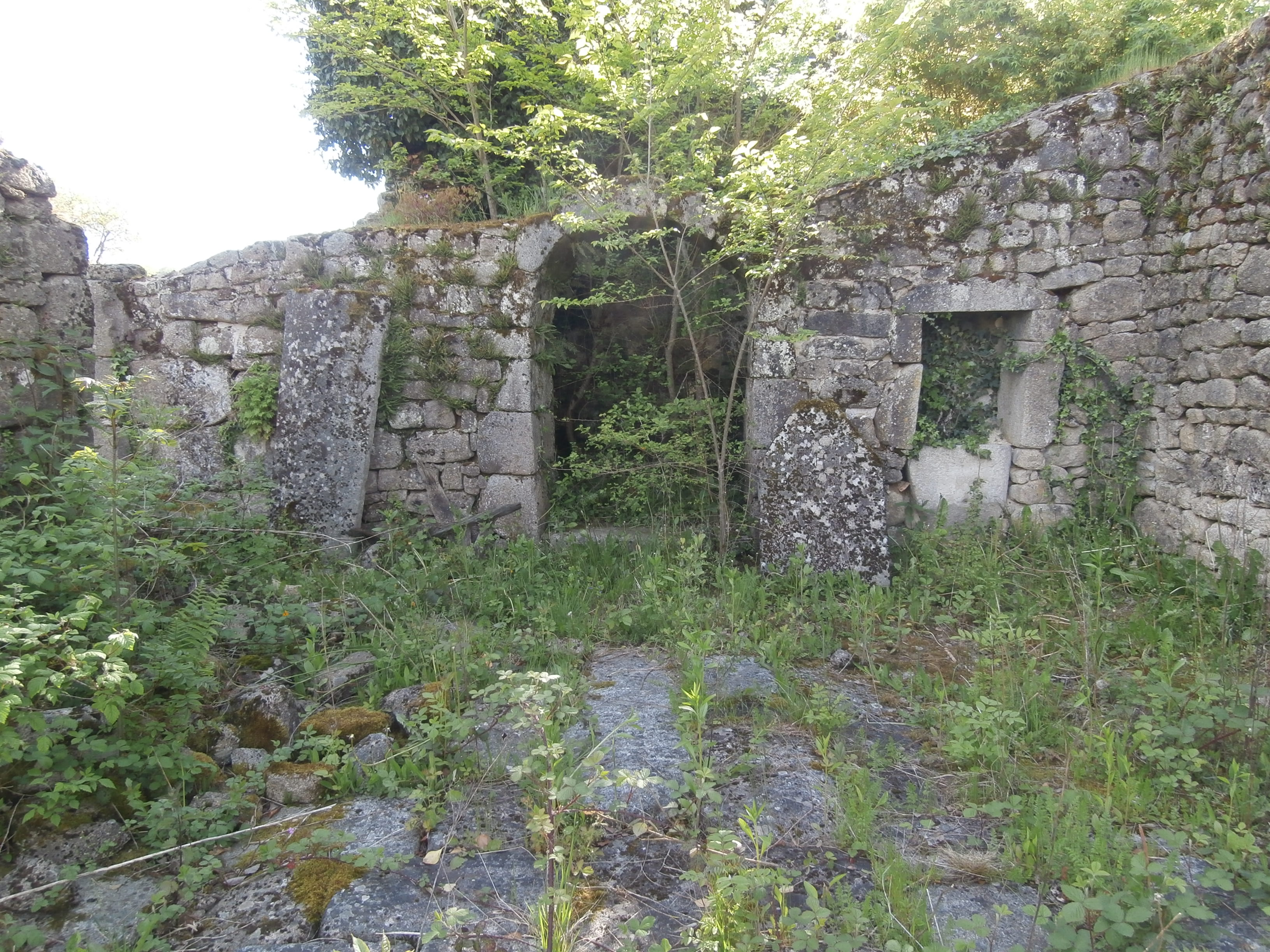
Ruinen der Kirche Saint-Léonard
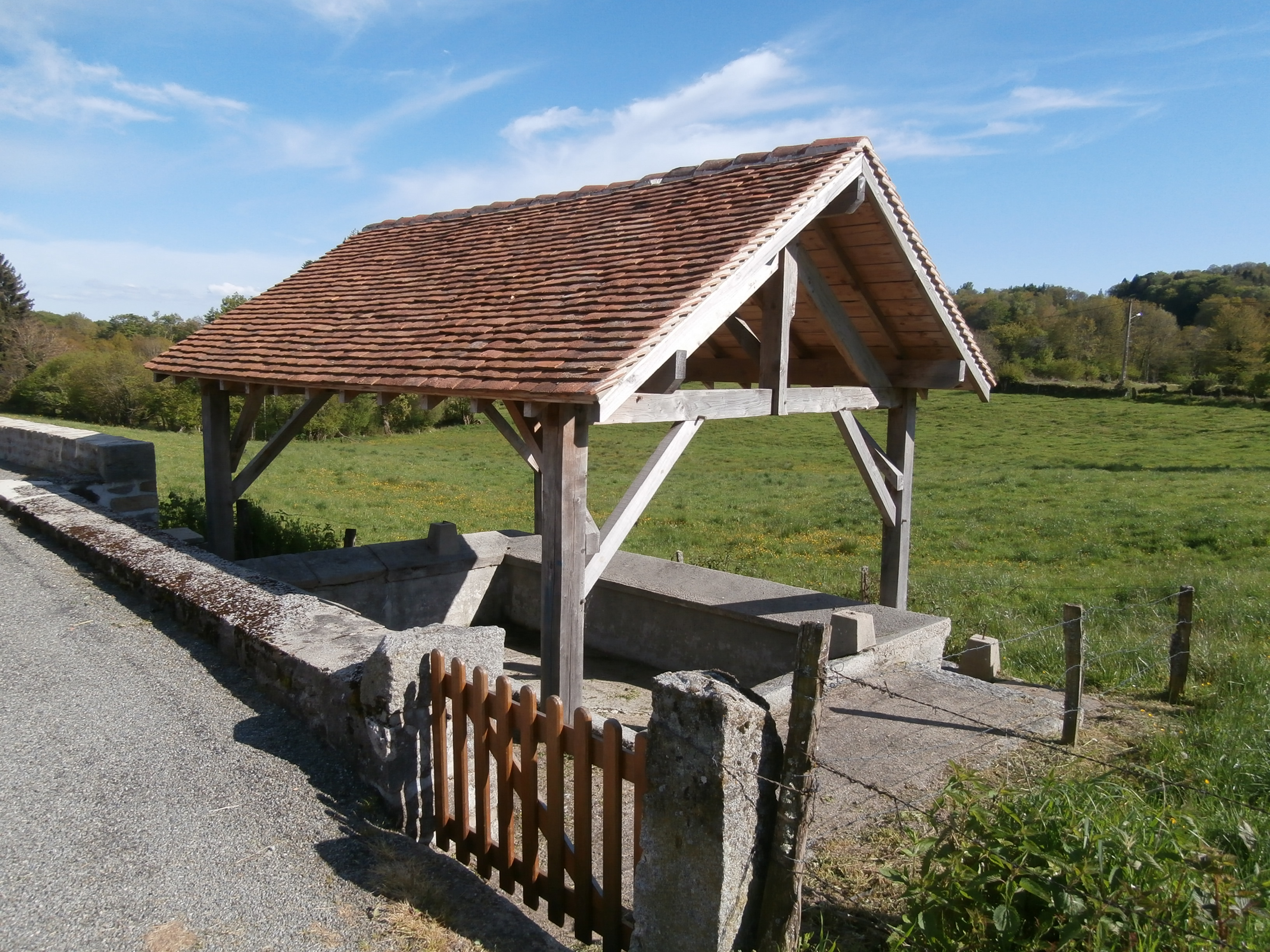
Lavoir